# Nikolaus Kindlinger (Politiker)
Nikolaus Kindlinger (* 5. November 1782 in Martinsthal; † 20. März 1847 ebenda) war ein deutscher Landwirt und Mitglied des Nassauischen Landtags.

## Leben
Nikolaus Kindlinger wurde als Sohn des Müllermeisters Johann Georg Wilhelm Kindlinger (1753–1824) und dessen Ehefrau Maria Ernestine Schmidt (1755–1821) geboren. In seinem Heimatort, der damals Neudorf hieß, war er im Kirchenvorstand tätig und betrieb eine Landwirtschaft, als er 1832 aus der Gruppe der Grundbesitzer des Wahlkreises Wiesbaden ein Mandat für die Zweite Kammer des Nassauischen Landtags erhielt. Er gehörte zu den 15 Abgeordneten (von 22 Deputierten), die aus Protest gegen den Pairsschub von 1831 im Rahmen des Nassauischen Domänenstreites den Landtag boykottierten. Aus diesem Grunde wurde sein Mandat aberkannt. Sein Nachfolger wurde sein Schwager Philipp Siegfried.